# Loxosceles lawrencei
Loxosceles lawrencei là một loài nhện trong họ Sicariidae.
Loài này thuộc chi Loxosceles. Loxosceles lawrencei được miêu tả năm 1955 bởi Caporiacco.